# Olimpiada Informática Femenina
La Olimpiada Informática Femenina (OIFem) es un concurso de programación algorítmica para alumnas de educación secundaria menores de 20 años, orientado específicamente para chicas.

## Información general
Se fundó en  2020, principalmente por organizadores y concursantes de la Olimpiada Informática Española.
La primera edición fue en 2021 coincidiendo con la primera edición de la Olimpiada Informática Femenina Europea (EGOI).
Su misión no consiste únicamente en organizar concursos, sino también en crear una comunidad femenina de programadoras jóvenes, y apoyar e incentivar la programación entre las chicas españolas en edad escolar.

## Competición

### Fase de entrenamiento
La olimpiada ofrece cursos en línea y ejercicios de entrenamiento, dividiendo a las participantes en varios niveles de conocimiento. Al final del curso se entrega un diploma de participación.

### Concurso clasificatorio
El concurso consiste en una primera fase de selección online, las participantes compiten en un único concurso y las 15 mejores son invitadas a la fase final presencial en la UPC en Barcelona.

### Final final
De la final nacional se seleccionan a las cuatro concursantes que formarán la delegación que representará a España en la Olimpiada Informática Femenina Europea.

## Apoyos
La OIFem ha recibido desde su fundación el apoyo de importantes instituciones, como BBVA, Idealista, Amazon, Merkle, Empathy.co, Fnac, etc.
El Presidente del Gobierno, Pedro Sánchez, agradeció en 2021 la creación de la OIFem en su discurso durante la presentación de los Planes de Digitalización de Pymes, Competencias Digitales y Digitalización de la Administración Pública.
La OIFem y la Olimpiada Informática Española trabajan estrechamente, se coordinan, y se apoyan mutuamente.

## Resultados

### Resultados OIFem 2021
- 1. María Lucía Aparicio García
- 2. Victoria Durán Fernández
- 3. Alexandra García Flórez
- 4. Amal Hamoudi El Dokkar

## Vínculos

### Internos
European Girls' Olympiad in Informatics

### Externos
- Olimpiada Informática Femenina